# ArrowFuck
ArrowFuck（アローファック)は、プログラミング言語の一つ。Brainfuckに影響を受けた、難解プログラミング言語のひとつである。
ArrowFuckの命令はBrainfuckの命令に2つ加えたものである。
また、ArrowFuckはBrainfuckの上位互換である。

## 仕様
メモリの配列が2次元であることや命令が増えていること以外はほぼBrainfuckと同等である。以下は、ArrowFuckとBrainfuckの命令の対応表である。
| ArrowFuck | Brainfuck | 内容                                               |
| --------- | --------- | -------------------------------------------------- |
| >         | >         | ポインタを右に移動                                 |
| <         | <         | ポインタを左に移動                                 |
| +         | +         | ポインタの指す値をインクリメント                   |
| -         | -         | ポインタの指す値をデクリメント                     |
| ,         | ,         | 入力から1バイトをポインタの指す値に代入            |
| .         | .         | ポインタの指す値をASCII文字として出力              |
| [         | [         | ポインタの指す値が0なら、対応する「[」にジャンプ   |
| ]         | ]         | ポインタの指す値が非0なら、対応する「]」にジャンプ |
| ^         | なし      | ポインタを上に移動                                 |
| v         | なし      | ポインタを下に移動                                 |

この表に記載されていない文字の動作は定義されておらず、コメントとみなして処理される。

## サンプルコード

### Hello, World!プログラム
以下のソースコードは、Hello, World!を出力するプログラムである。このソースコードは、Brainfuckでも動作する。

+++++++++[>++++++++>+++++++++++>+++>+<<<<-]>.>++.+++++++..+++.
>+++++.<<+++++++++++++++.>.+++.------.--------.>+.>+.